# Чёрное (озеро, Чагодощенский район)
Чёрное — озеро в России, расположено на территории Чагодощенского района Вологодской области. Площадь поверхности озера — 2,43 км². Площадь его водосборного бассейна — 19 км².
Озеро пятиугольной формы вытянуто с юго-запада на северо-восток. Лежит на высоте 145,3 метра над уровнем моря. Со всех сторон окружено заболоченным елово-берёзовым лесом. Из западной части озера вытекает река Чёрная. К северо-востоку от озера лежат деревни Олисово и Сиротово.
Акватория озера и прилегающие земли входят в состав заказника «Черноозёрский». Ихтиофауна озера представлена окунем и плотвой. В заказнике отмечены 28 видов редкой флоры, в том числе молиния голубая, кубышка малая, осока ложносытевая, колокольчик рапунцелевидный, пальчатокоренник балтийский, чина лесная, неккера перистая. Из фауны — сорокопут серый, лунь полевой, кроншнеп большой, кожан двухцветный.
В 2009 году из озера были подняты обломки самолёта Ил-2, потерпевшего крушение в 1942 году.